# Jacob Jordaens

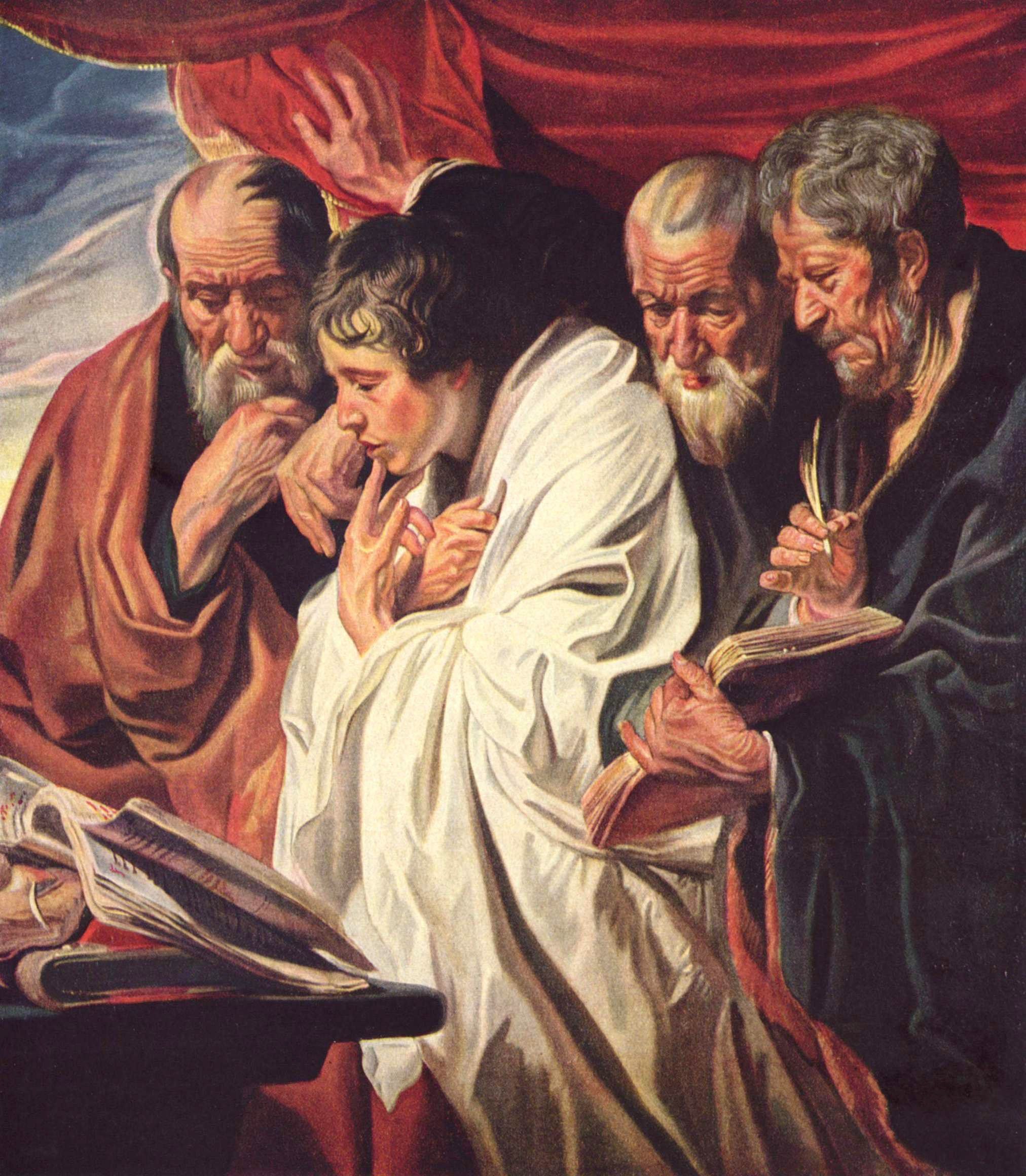
Els quatre evangelistes, cap a 1620, Museu del Louvre de París

Jacob Jordaens (Anvers, 19 de maig de 1593 - 18 d'octubre de 1678) fou un pintor barroc flamenc. És l'últim gran mestre de l'època als Països Baixos, després de la mort de Rubens (1640) i Van Dyck (1641).

## Vida i obra
Va néixer a Anvers i cap a 1615 va ingressar en el gremi de pintors de la mencionada ciutat. El 1621 ja tenia el seu propi taller i era director del gremi. El seu talent va atreure l'atenció de Rubens, que el va emprar com a ajudant i va exercir una forta influència sobre la seva pintura. Cap a 1633-38, Jordaens va participar en sèries pictòriques de Rubens com la de la Torre de la Parada de Madrid, de la qual subsisteixen alguns quadres al Museu del Prado: Cadmo i Minerva, Bodas de Tetis i Peleo Tres músics i La Caída de los Titanes.
Encara que Jordaens no va arribar a desenvolupar un estil tan refinat com el de Rubens, se'l considera un dels pintors més destacats del barroc del nord d'Europa.
Ajudat pels seus deixebles, va pintar obres decoratives de gran format la temàtica de les quals es va centrar en festes, grans banquets i alegres escenes de gènere, així com d'altres de tema religiós, com demostra el de La Sagrada Família amb un àngel (~1618-1628 Museu Thyssen-Bornemisza, Madrid). Tanmateix, el seu naturalisme més rústic no va semblar apropiat per a les decoracions cortesanes més refinades, i en conseqüència a penes va captar algun encàrrec d'aquest tipus a Anglaterra i França.
La seva paleta és brillant i sensual, amb un predomini de blancs molt lluminosos i profunds tons vermellosos. Va aconseguir gran fama i va rebre molts encàrrecs, els més importants després de la mort de Rubens en 1640, en tenir menys competència.
Al Museu del Prado de Madrid es conserven diverses obres d'aquest artista entre les quals destaquen La família de Jordaens a un jardí (1621-1622) i La Pietat (~1650-1660). Altres obres rellevants són Pan tocant la flauta (Bilbao, Museu de Belles Arts) i Artemísia (Madrid, Palau de Liria). A la Biblioteca Museu Víctor Balaguer es conserva l'obra Al·legoria de la Pau, gràcies a una donació de Ramon Estruch el 1884. No va ser fins al 2010 que després d'un exhaustiu estudi amb col·laboració amb especialistes del Museu del Prado, el Centre Rubenianum de Bèlgica, el Museu de Belles Arts de Brussel·les, Anvers i Viena i l'Institut de Recerca de la Haia que van confirmar que la tela no era de Jordaens sinó que sortia de l'òrbita de Rubens.

### Quadres religiosos
Dels seus quadres religiosos el més antic és el Crucifix de l'església de Sant Pau d'Anvers, pintat de 1620. El Martiri de Santa Apolònia, església dels Agustins de la mateixa ciutat, és de 1628 i ja mostra l'enginy naixent de l'artista. D'aquesta mateixa època, o tal vegada quelcom anterior, és l’Adoració dels pastors del Museu d'Anvers, en la qual Waagen veu, amb alguna exageració, la millor obra religiosa de Jordaens. El 1630 la mestressa del pintor s'afirma definitivament en el Sant Martí guarint un boig (Museu de Brussel·les), obra on es descobreix tota la individualitat de colorit de l'artista, quelcom excessiva en realitat. Aquest colorit arriba a perfecció quasi absoluta d'harmonia en un grup d'obres religioses la qual pàgina culminant són els Quatre Evangelistes del Museu del Louvre.
El Cap d'Apòstol del Museu de Brussel·les sembla un estudi per al Sant Mateu de Els Quatre Evangelistes i els tipus de Susana i els dos vells del mateix Museu són els models que li serviren per Sant Lluc i Sant Marc. Les esponsalles de Santa Catalina, del Museo del Prado, produeixen impressió d'italianisme, i contemporani seu és la Temptació del Museu de Lilla. Ensems pertany, segons Gevaert, El diner de Sant Pere del Museu de l'Estat d'Amsterdam. De 1644 és l'Adoració dels reis Màgs de l'església de Diksmuide, quelcom baldí i de composició un xic defectuosa, dels quals caràcters participa Jesús llançant els venedors del temple (Louvre). Per aquesta època es nota més en alguns dels seus quadres el treball dels seus deixebles al que s'ha al·ludit abans, com es veu en els titulats Reconciliació i la Dona adúltera del Museu de Gant.
De 1645 és el Sant Ibo patró dels advocats (Museu de Brusselles) i quelcom posterior al mateix assumpte, ampliat, del Museu d'Anvers. En aquest Museu s'hi conserva l'Enterrament de Crist i el Sopar, ambdós de profund sentiment. De 1653 és el Judici final del Louvre, embolic intricat de nuus poc interessants; de 1655, el Sant Carles Borromeu (església de Santiago d'Anvers) i de 1663 Jesús entre els Metges, obra de grans proporcions executada per a l'església de Saint-Walburg de Furnes, transportada a París després de la Revolució i enviada pel Govern francès el 1803 a Magúncia, on encara s'hi conserva. Summament prolix resultaria resultaria ressenyar totes les seves obres religioses, cosa per altra banda innecessària, ja que les mencionades indiquen l'evolució del pintor en la seva llarga carrera.

### Obres decoratives
Carles I encarregà a Scaglia ordenar a Jordaens pintar 22 quadres destinats a les habitacions de la reina Enriqueta Maria a Greenwich, sense que l'artista assabentés per a qui eren. S'ignora l’assumpte i el parador d’aquests quadres, i l’únic cert que se sap és que Carles I preferí que fos Jordaens i no Rubens i que quant Scaglia morí, el 26 de maig de 1641, Jordaens tenia en el taller set quadres encàrrec del cèlebre abat, sent lògic suposar pertanyien a la decoració de Greenwich. El 1651 pintà el ?Triomf de Frederich Enric de Nassau, que és la seva obra decorativa més considerable i la més gegantina en la Huis ten Bosch (Casa de fusta); després decorà el seu propi habitatge de la calçada de Malinas, amb nombroses composicions, vuit de les quals es guarden en la col·lecció M. Van der Linden, i totes destacades per la mestria dels escorços, sent especialment notables des d’aquest punt de vista l'Olimpo i les dues ?Garlandes d’amor. Posteriorment el 1654 executà unes pintures pel rei de Suècia, i el 1665 oferí a la corporació de pintors d’Anvers tres plafons conservats avui en el Museu d’aquesta ciutat: Pegaso, El comerç i la Indústria protegint les Belles Arts i La llei humana basada sobre la llei divina, obres que pintades per un artista de setanta-dos anys mostren necessàriament pesadesa i pobresa de colorit.

### Obres mitològiques i al·legòriques
En aquest gènere particularment Jordaens fou al principi deixeble de Rubens i els italians, com ho demostren Sileno ebri (Dresden), Venus i Cupido (La Haia), Apolo i Marsias (Museu del Prado), El Meleagro i Atlanta i l'Holocaust à Pomona del Museu del Prado són més personals. L'al·legoria de la Fecunditat (Museu de Brussel·les) és, segons el catàleg de Wauters <l'obra mestra de Jordaens> i en realitat és una de les més acurades i equilibrades de l'artista. Obra similar és una altra Fecunditat de Manchester House i a aquestes si pot afegir El bany de Diana del Museu del Prado. De ple art de Jordaens sense reminiscències de Rubens ni van Dyck són Pan i Syrinx i Triomf de Baco (Museu de Brussel·les), Pan pasturant les cabres (Museu d'Amsterdam, i rèplica en la Pinacoteca de Múnic). La infància de Baco (Museu de Cassel), Jupiter alletat per la cabra (Louvre), Neptú i Anfitrite (Galeria d’Aremberg), Sileno ebri (Galeria Liechstenstein), Descans de Diana (Ermitage) i La muller de Candaulo (Museu d'Estocolm), que Jordaens repetí en la Cambra de les Arts, obra que deixà inacabada al morir, fou acabada per un dels seus deixebles i es conserva en la Pinacoteca de Múnic. A aquestes produccions s'ha d'afegir el Prometeus (Museu de Colònia), Jupiter a casa de Filemó i Baucis (Museu de Viena) i Vanitas (Museu de Brussel·les) en la que alguns crítics creuen veure, sobretot en la part de la naturalesa en silenci, el treball d'un tal Boel, pintor poc conegut.

### Quadres de gènere i retrats
La primera sèrie d'aquest grup si comprenen els Proverbis i els Banquets, assumptes en què Jordaens mostra l'ànima popular de Flandes. Dels Proverbis és notable El sàtir i el llaurador, del qual existeixen, almenys, 12 exemplars; 4 a Brussel·les, 2 a Cassel i sengles exemplars en els museus següents: Budapest, Múnic, Viena, Berlín, Londres i Estrasburg, aquest últim curiós per ser l'últim datat (1652). Altres Proverbis es coneixen solament per gravats executats per de Jode i Alexander Voet, i alguns més semblen descobrir-se en determinats quadres de la Col·lecció Cels de Brussel·les. Als quadres de Banquets de Jordaens la seva popularitat. El ritu de la fava en el tortell de Reis, la festa interrompuda freqüentment pel crit de El rei beu, moment en què tots els comensals també devien beure per a no incórrer en multes, foren reproduïts nombroses vegades per l'artista. Es coneixen 10 versions d'El rei beu: 2 en el Museu de Brussel·les i sengles exemplars en les següents galeries: Arenberg, Braunschweig, Cassel, Devonshire-Chatsworth, Lilla, París (Louvre), Valenciennes i Viena.
Dels retrats cal advertir que poden considerar-se com a tals alguns dels Banquets en què es representà ell mateix amb els seus familiars i amics com el de La família del pintor; però hi ha altres llenços que formen verdaders retrats, com el grup del Museu del Prado, en què figura Jordaens amb la seva esposa i dues de les seves filles; els seus Autoretrats, dels Oficis de Florència i del Museu de Pest i el de la seva filla, de l'Acadèmia de Viena. Retrats de personatges que no van pertànyer a la seva família es guarden: en la Col·lecció Devonshire, Ermitage de Sant Petersburg, Louvre (L'almirall de Ruyter), Valenciennes, Museu del Prado, Pinacoteca de Torí i Museu de Brunswick.

Passada la cinquantena Jordaens abraçà el protestantisme, acció que li ocasionà molts problemes. S'atribueix al canvi de religió, un canvi en l'art de Jordaens, afirmant-se que els seus llenços jocunds estaven en rigorosa harmonia amb les seves noves creences, però res més inexacte segons ho demostra Fierens-Gevaert. La condició fonamental del seu art fou el color fins al punt que com diu Wiertz encara en mig 
| « | <d'una galeria de Rubens estén els seus esplendors, Jordaens és una foguera, un volcà, un sol>. | » |